# Zügeldelfin

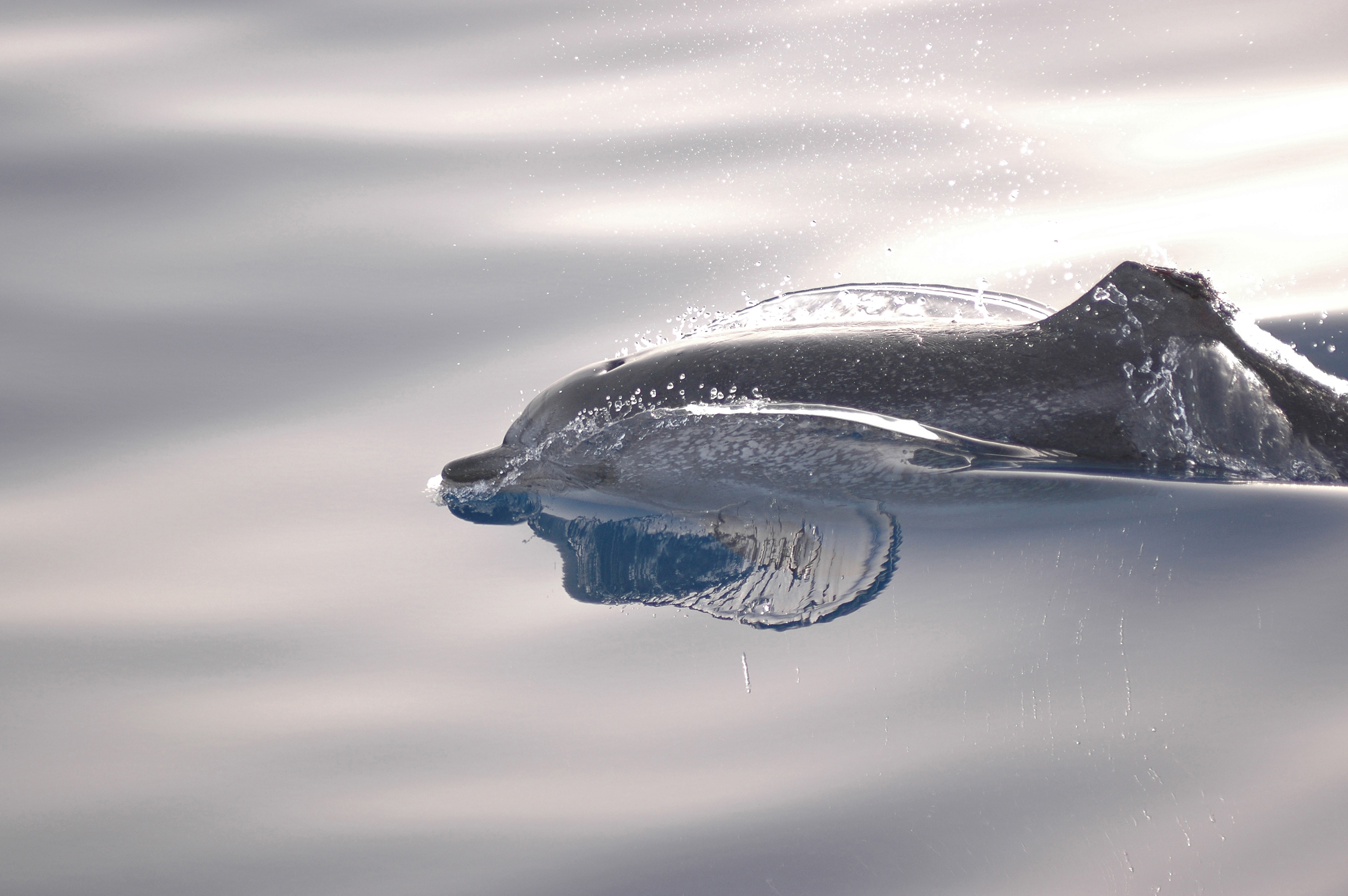
Zügeldelfin vor La Gomera (Kanaren) mit einer Verletzung der Finne

Der Zügeldelfin (Stenella frontalis) oder auch Atlantischer Fleckendelfin ist eine Art der Gattung der Fleckendelfine (Stenella), der im tropischen und subtropischen Atlantik vorkommt.

## Beschreibung
Die Färbung des Zügeldelfins ändert sich im Laufe seines Lebens deutlich. Die Kälber sind einheitlich grau, später ist die obere Hälfte grau gefärbt, während der Bauch weißlich ist. Jungtiere haben einige dunkle Flecken am Bauch und weiße Flecken an ihren Flanken. Bei ausgewachsenen Tieren werden mit zunehmendem Alter die Flecken immer dichter und zahlreicher, bis der gesamte Körper bedeckt ist. Finne und Flipper weisen meist keine Flecken auf.
Seinen Namen hat dieser Delfin durch eine Zeichnung erhalten, die vom Kopf zur Finne verläuft.
Finne und Flipper sind schlank und sichelförmig. Die Fluke (Schwanzflosse) läuft am Ende spitz zu und hat eine leichte Einkerbung.
Ausgewachsene Individuen erreichen eine Körperlänge von ca. 2,2–2,5 m, das Gewicht beträgt 100–140 kg. Sie können auf offener See leicht mit dem Großen Tümmler und dem Schlankdelfin verwechselt werden.
Pro Kiefer hat dieser Delfin 64–80 scharfe, kegelförmige Zähne.
Wie auch andere Arten seiner Gattung ist der Zügeldelfin ein geselliges Tier. Er ist ein schneller Schwimmer und macht gerne akrobatische Sprünge.

## Taxonomie
Zügeldelfine wurden zum ersten Mal 1828 von Georges Cuvier beschrieben. Die Individuen dieser Art unterscheiden sich teilweise recht stark, so dass sich die Experten lange unsicher über die korrekte Klassifizierung waren.
Daher wird/wurde diese Delfinart auch unter anderen wissenschaftlichen Namen aufgeführt: S. plagiodon, S. pernettensis, S. dubia, Delphis dubius, Delphinus frontalis, Delphinus froenatus, Delphinus doris und Delphinus plagiodon.
Zurzeit wird in der Regel nur eine Art angenommen. Es gibt aber die Vermutung, dass in der Nähe von Florida eine Unterart (S. plagiodon) lebt, die eventuell sogar als eigene Art angesehen werden könnte.

## Verbreitung

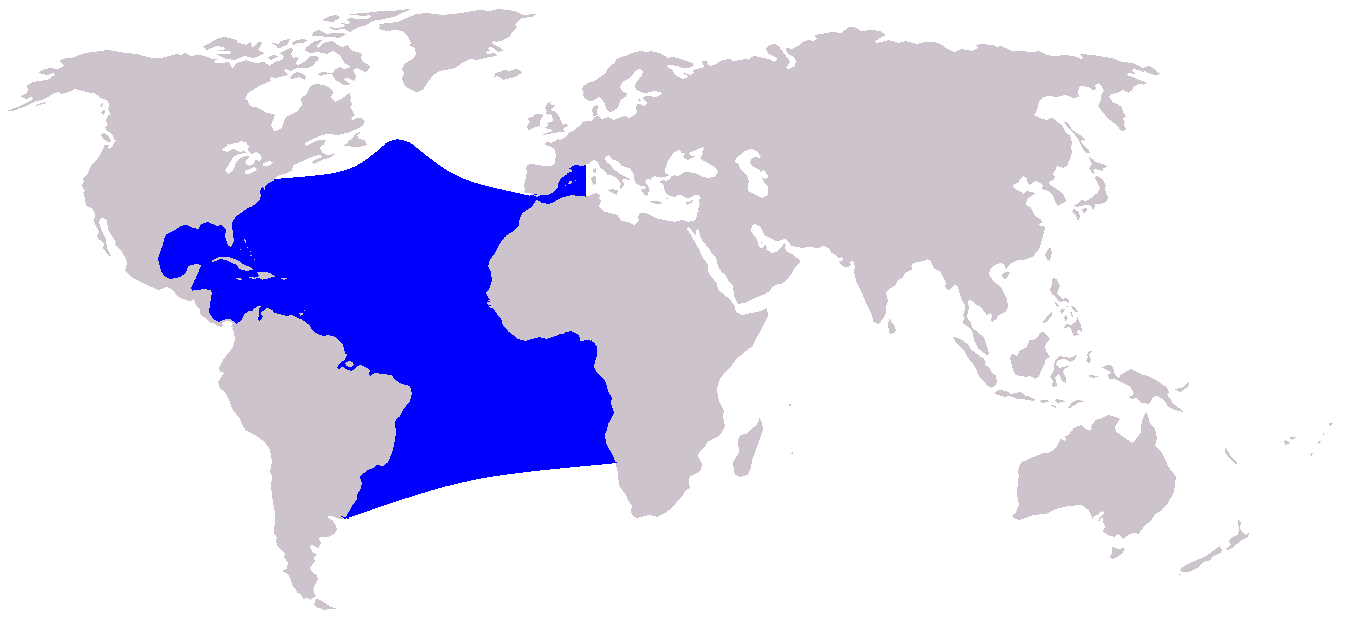
Verbreitung des Zügeldelfins

Der Zügeldelfin kommt in den gemäßigten und tropischen Zonen des Atlantiks vor. Er wurde oft im Westen des Golfstroms zwischen Florida und Bermuda beobachtet. Im Golf von Mexiko ist er ebenfalls heimisch. Weniger oft wurde er östlich der Azoren und den kanarischen Inseln gesichtet. Die nördlichsten Sichtungen gab es zwischen dem Cape Cod und der Süd-West Spitze Spaniens. Es ist anzunehmen, dass es auch Populationen südlich der Linie Rio Grande do Soul (Brasilien) – Westafrika gibt, auch wenn darüber zurzeit wenig bekannt ist.
Auf Grund der Ähnlichkeit zu anderen Delfinarten ist es schwierig, eine verlässliche Anzahl der Individuen anzugeben. Nach einer konservativen Schätzung dürften es um die 100.000 Tiere sein.

## Lebensweise

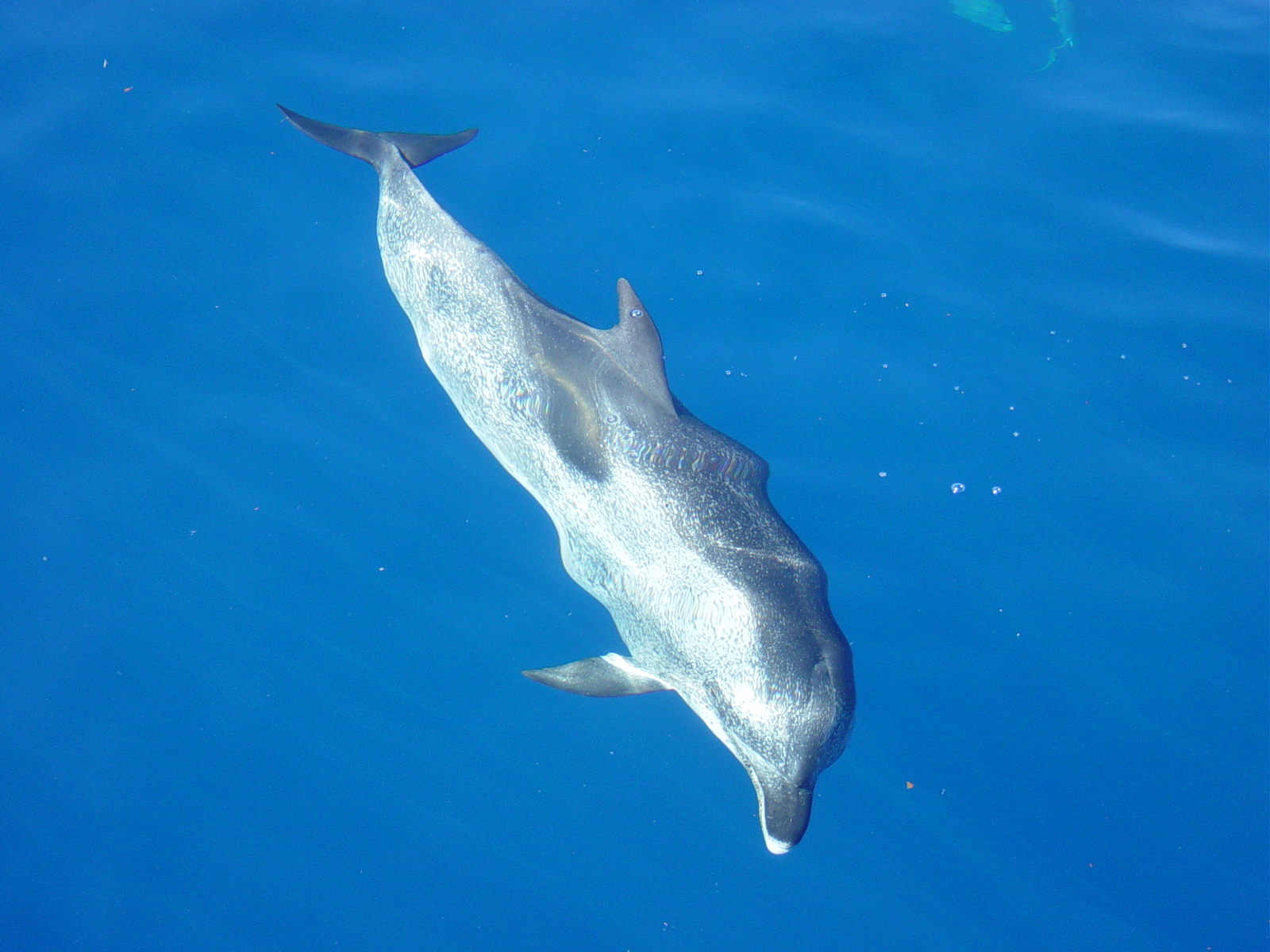
Ein Zügeldelfin unter der Wasseroberfläche

Als Nahrung dienen Fische und Kopffüßer.
Der Zügeldelfin lebt in kleinen Schulen von 5–50 Tieren. Vor den Azoren werden im Juli und August allerdings auch Gruppen von bis zu 500 Tieren beobachtet.
Meist halten sich die Tiere an der Wasseroberfläche auf, tauchen aber auch bis zu 200 m tief.
Über die Wanderwege der Zügeldelfine ist wenig bekannt. Teilweise wechseln die Tiere zwischen flachen, küstennahen und tiefen Gewässern. Man vermutet, dass die Delfine Wanderungen ihrer Beutetiere folgen.

## Fortpflanzung und Entwicklung
Die Fortpflanzung und Entwicklung des Zügeldelfins ist noch nicht genau untersucht worden. Es wird aber vermutet, dass die Geschlechtsreife, Tragezeit usw. in etwa dem des Schlankdelfins entsprechen.
Die Geschlechtsreife tritt wahrscheinlich zwischen 10 und 14 Jahren ein. Die Kälber werden vermutlich ca. 11–12 Monate ausgetragen und danach 1–1,5 Jahre gestillt. Bei der Geburt sind die Kälber 0,80–1,20 m groß.
Über die durchschnittliche Lebenserwartung bzw. das Höchstalter ist zurzeit nichts bekannt.